# Dvar
«Dvar» – rosyjski duet, grający muzykę elektroniczną, darkwave, gothic, lightwave i fantasy-pop. Po raz pierwszy został utworzony we wczesnych latach 90. Osiągnął status kultowego wśród fanów w Rosji.
Duet w swej twórczości używa specyficznego języka, który nazywa enochiańskim.

## Historia Grupy
W 1997 roku własnym sumptem wydali kasetę nazwaną Raii. 3 lata później duet, także z własnych środków wydał demo na CD zawierające 4 utwory i nazwane Taai Liira.
w 2002 zespół wydał swój pierwszy album we włoskiej wytwórni płytowej S.P.K.R/Radio Luxor. Album nosił nazwę Piirrah.
Rok później Dvar przeniósł się do rosyjskiej wytwórni płytowej Irond i wydał 4 albumy: Roah (2003), Hor Hor (2004), ponowne wydane i uzupełnione o bonusowe utwory Taai Liira (2004) oraz Oramah Maalhur (2005).
W 2007 zespół przeniósł się do wytwórni płytowej Gravitator i wydał Jraah Mraah.

## Styl
Duet ma swój niepowtarzalny styl łączący muzykę elektroniczną z growlującymi wokalami.

## Tożsamość
Niewiele wiadomo na temat tożsamości członków grupy, ponieważ utrzymywali ją oni w sekrecie. Nie wiadomo skąd pochodzą i ile mają lat. W wyniku tego często ktoś podaje się za nich lub mówi, że wie kim są muzycy z grupy Dvar.
Sami członkowie duetu twierdzą, że Dvar jest czymś „ponadnaturalnym” a oni są tylko kanałem, poprzez który to coś jest dostarczane innym.

## Dyskografia
- 1997: Raii
- 2000: Taai Liira (Demo)
- 2000: Taai Liira (Singel)
- 2002: Hissen Raii
- 2002: Piirrah
- 2003: Roah
- 2004: Rakhilim
- 2004: Taai Liira
- 2005: Hor Hor
- 2005: Madegirah
- 2005: Oramah Maalhur
- 2007: Jraah Mraah
- 2008: Zii
- 2009: Fayah!
- 2009: Piirrah/Taai Liira
- 2009: Madegirah: bizzare rares and early works
- 2010: El Mariil
- 2011: Elah
- 2012: Deii